# 2020년 하계 패럴림픽 브라질 선수단
브라질은 2021년 8월 24일부터 9월 5일까지 일본 도쿄에서 열릴 제17회 하계 패럴림픽에 참가한 패럴림픽 선수단이다.

## 메달 집계

### 종목별 메달 집계
| 종목 | 1 | 2 | 3 | 합계 |
| 종목 | ' | ' | ' | '    |
| 종목 | ' | ' | ' | '    |
| 종목 | ' | ' | ' | '    |
| 합계 | ' | ' | ' | '    |

## 같이 보기
- 2020년 하계 올림픽 브라질 선수단

틀:2020년 하계 패럴림픽 선수단